# Dresdner Konferenzen 1850/1851

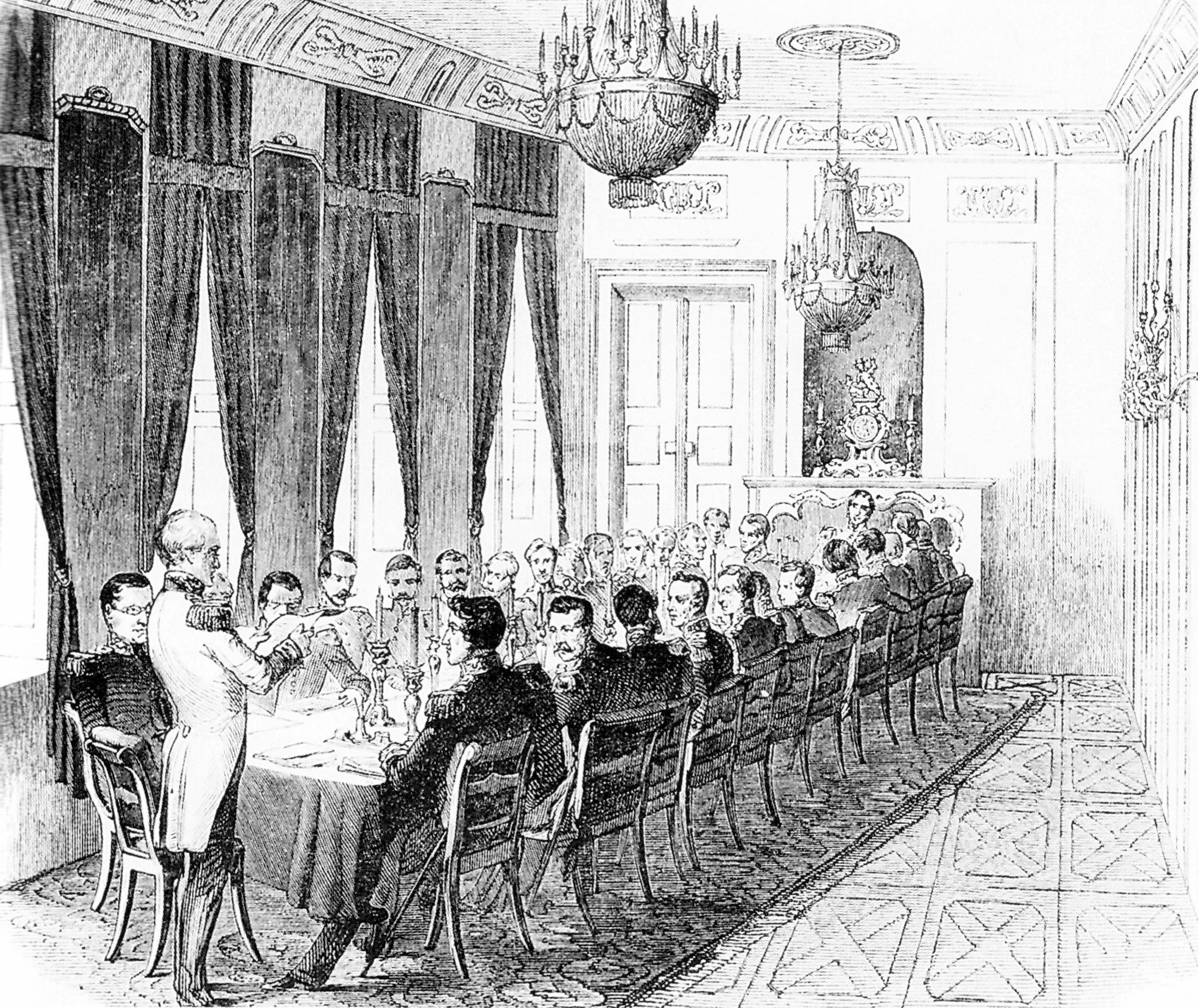
Dresdner Ministerkonferenz. Am Tischende stehend der österreichische Vertreter Schwarzenberg, links von ihm sitzend (mit Brille) der preußische Ministerpräsident Manteuffel.

Auf den Dresdner Konferenzen (auch: Dresdener Konferenz, Ministerialkonferenz) verhandelten die deutschen Staaten vom 3. bzw. 23. Dezember 1850 bis zum 15. Mai 1851. Im Wesentlichen ging es um die Bedingungen, zu denen der Deutsche Bund wiederhergestellt werden sollte. Preußen wünschte sich bei dieser Bundesreform eine stärkere Zusammenarbeit im Deutschen Bund und Gleichberechtigung mit Österreich. Österreich versuchte, genau dies zu verhindern. Stattdessen sollten seine nichtdeutschen Gebiete zum Deutschen Bund beitreten. So wäre aus Deutschland ein Großösterreich geworden, und Österreichs Vorherrschaft im Bund hätte sich verfestigt.
Zuvor hatten die Frankfurter Nationalversammlung 1848/1849 und die preußische Unionspolitik 1849/1850 versucht, aus dem deutschen Staatenbund einen Bundesstaat zu machen. Nun scheiterten in Dresden die Versuche, wenigstens eine deutsche Exekutive (eine Art Regierung) einzurichten, endgültig am Gegensatz zwischen Österreich und Preußen. Der Deutsche Bund wurde in seiner alten Form als bloßer Staatenbund ohne Bundesreform wieder aktiviert. Die Reaktionsära setzte im vollen Umfang ein: Die deutschen Staaten machten mithilfe des Deutschen Bundes die liberalen Errungenschaften von 1848/1849 wieder rückgängig.

## Hintergrund

### Konferenzplan vor der Revolution

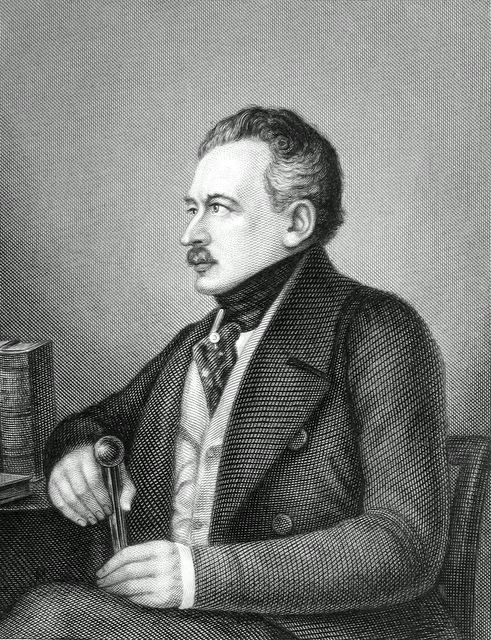
General Joseph von Radowitz, Berater des preußischen Königs Friedrich Wilhelm IV.

Joseph von Radowitz war Militärbevollmächtigter Preußens beim Bundestag; im September 1847 gewann er den König für den Gedanken der nationalen Einigung durch eine Vereinbarung der deutschen Regierungen. Am 20. November 1847 legte Radowitz eine Denkschrift über die vom Deutschen Bund zu ergreifenden Maßregeln vor.
Preußen sollte den Anstoß für die Schaffung einer Zentralautorität geben, mit den Zielen: “die Wehrhaftigkeit stärken; den Rechtsschutz ordnen und ergänzen; die materiellen Bedürfnisse befriedigen.” Die Staaten, die die 17 Stimmen im Engeren Rat des Bundestags bestimmten, sollten Minister zu einem Kongress entsenden. Dieser würde die „obersten Normen“ für die Reform zum Nationalstaat feststellen. Alternativ müssten Spezialvereine gegründet werden, vergleichbar dem Zollverein, um einzelne Aufgaben anzugehen. Diese Spezialvereine sollten aber schließlich unter dem Dach des Bundes verschmelzen.
Radowitz wurde sogleich nach Wien entsandt (November–Dezember 1847), um mit Österreich über den Plan zu beraten. Jedoch schon die Frage einer Intervention in der Schweiz stellte die Bundesreform in den Hintergrund. Im Februar 1848 sorgte Radowitz in Berlin dafür, dass der König seine Regierung auf den Plan verpflichtete (21. Februar). Radowitz ging daraufhin wieder nach Wien, wo er mit Metternich am 10. März 1848 eine Punktation unterzeichnete. Sie lud alle deutschen Regierungen für den 25. März zu einer Konferenz nach Dresden ein. Dieser österreichisch-preußische Konferenzplan wurde zum Gegenmodell für eine Einigung von unten durch ein Parlament. Die Aufstände in Berlin und Wien und allgemein die Revolution von 1848 machten diesen Weg dann rasch unmöglich.

### Herbstkrise 1850

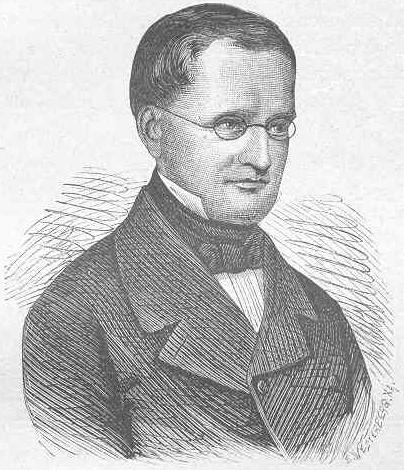
Otto von Manteuffel, der hochkonservative preußische Ministerpräsident

Nach der Niederschlagung der Revolution im Frühjahr 1849 stellte sich noch immer die Frage, ob Deutschland eine neue staatliche Ordnung erhalten sollte, oder ob der Deutsche Bund weitergeführt werden sollte, der im Sommer 1848 seine Tätigkeit eingestellt hatte. Viele Zeitgenossen wünschten sich ein leistungsfähigeres und wirtschaftlich sowie rechtlich vereinheitlichtes Deutschland.
Preußen strebte einen deutschen Nationalstaat unter preußischer Führung an, konservativer organisiert als das Deutsche Reich der Frankfurter Nationalversammlung. Diese Erfurter Union umfasste dann außer Preußen auch viele nord- und mitteldeutsche Kleinstaaten und das Großherzogtum Baden, als im Januar 1850 ein Unionsparlament gewählt wurde. Österreich hingegen erklärte den Deutschen Bund als noch existierend und organisierte mit Bayern und anderen Verbündeten einen Rumpfbundestag beisammen. Der Rumpfbundestag plante Ende 1850 Bundesinterventionen in Holstein und Kurhessen, um die Herrschaft der bedrängten Landesherren wieder durchzusetzen. Preußen sah vor allem im Fall Kurhessens seine eigene Position gefährdet, da die wichtigen Heeresstraßen zwischen dem westlichen und dem östlichen Landesteil Preußens durch diesen Staat verliefen. Ein Krieg konnte im letzten Moment verhindert werden, weil Russland sich auf die Seite Österreichs stellte und Preußen seine Unionspläne aufgeben musste.
In der Olmützer Punktation vom 29. November 1850 vereinbarten Preußen und Österreich, dass der Deutsche Bund zu reaktivieren war. Preußens gelang ein gewisser Verhandlungserfolg: Der Bund war entgegen der österreichischen Auffassung bislang noch nicht wieder rechtlich handlungsfähig gewesen. Auf einer anschließenden Konferenz in Dresden sollte über eine mögliche Bundesreform beraten werden.

## Konferenzen

### Verlauf

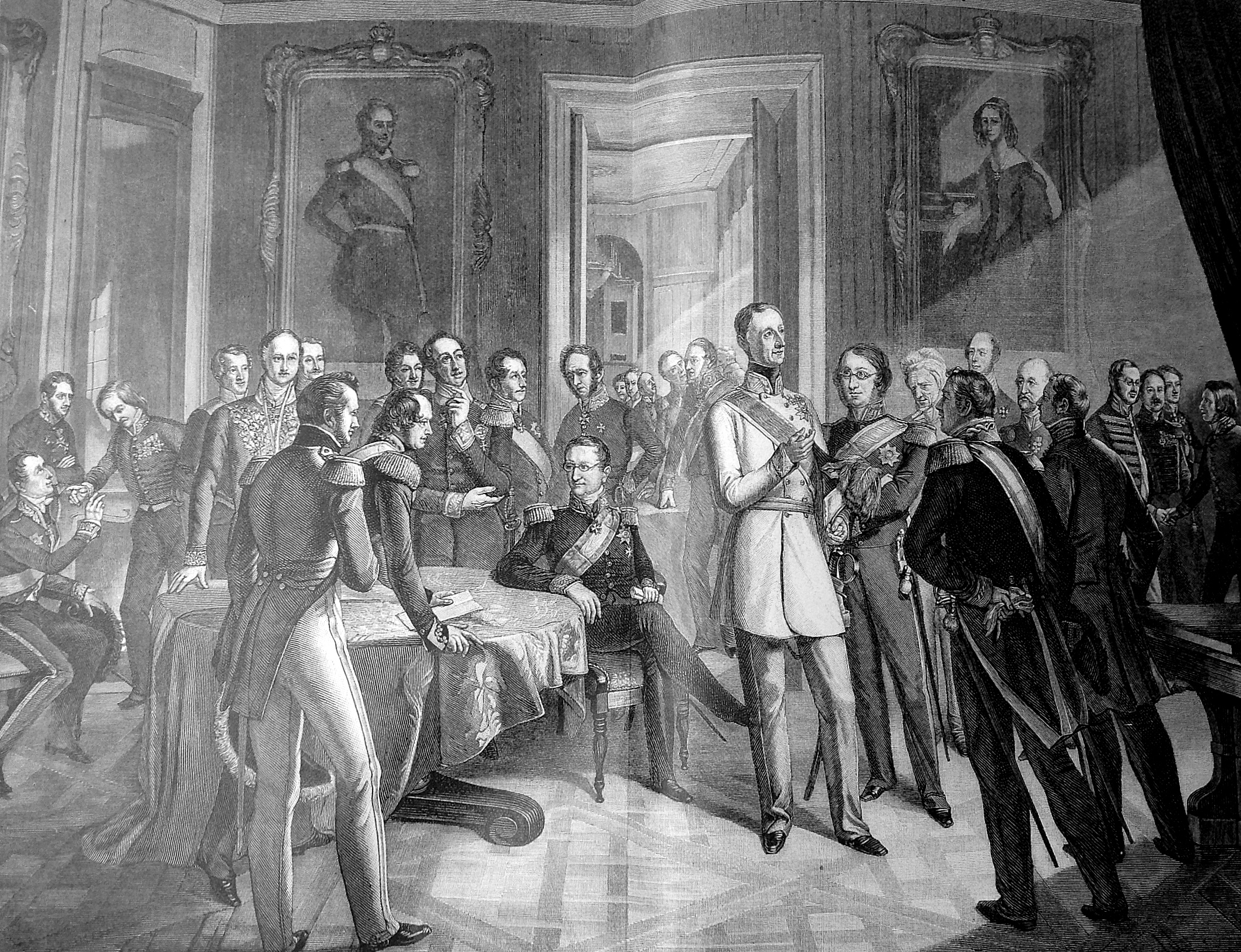
Dresdner Konferenz am 23. Dezember 1850 im Brühl’schen Palais, Druck nach einem Gemälde von Karl Christian Vogel von Vogelstein

Die Präsidialmacht Österreich musste es bereits als Erfolg ansehen, wenn Preußen in Deutschland auf einen zweiten Platz gehalten werden konnte. Preußen hingegen konnte nach Olmütz nur noch versuchen, sein Gesicht zu wahren. Einen Beitritt der nichtdeutschen österreichischen Gebiete zum Bund konnte es sich grundsätzlich vorstellen, schließlich gehörten seit Frühjahr 1848 auch seine eigenen Ostgebiete zum Bund. Doch wollte Preußen im Gegenzug mit Österreich gleichberechtigt sein: Den Vorsitz im Bund sollten Preußen und Österreich miteinander abwechselnd innehaben. Außerdem hoffte Manteuffel immer noch, dass Österreich einen engeren Bund norddeutscher Staaten erlauben würde. Preußischer Verhandlungsführer in Dresden war Ministerpräsident Otto von Manteuffel, der oft durch Albrecht von Alvensleben vertreten wurde, und österreichischer der Ministerpräsident Felix zu Schwarzenberg.
Die Konferenz begann am 23. Dezember 1850 und sah Verhandlungen in fünf Kommissionen vor, die vom 2. Januar bis zum 28. April 1851 tagten:
1. Organisation der obersten Bundesbehörde, Umfang des Bundesgebietes
2. Kompetenzen der obersten Bundesbehörden und ihr Verhältnis zu den einzelstaatlichen Regierungen
3. Handel, Zoll, Verkehr
4. Bundesgericht
5. Protokollführung[7]

### Vorläufige Ergebnisse

Deutschlandkonzepte: Begriffe

Deutschlandkonzepte: Pläne und Verfassungen

Nach langem Streit gab Preußen sich mit einem österreichischen Vorschlag zufrieden, demzufolge eine Exekutive mit neun Mitgliedern errichtet werden sollte: zwei Österreicher, zwei Preußen, ein Bayer, ein Hannoveraner, ein Sachse, ein Württemberger, schließlich drei Mitglieder, die jeweils eine Gruppe der übrigen Staaten vertraten. Diese Behörde sollte wesentlich mehr Kompetenzen erhalten als zuvor der Engere Rat des Bundestages. Dafür sollten alle preußischen und österreichischen Gebiete dem Bund angehören.
Auf der Plenumssitzung vom 23. Februar 1851 waren die größeren Staaten für, die meisten kleinen Staaten gegen den Vorschlag. Als Manteuffel am 27. Februar forderte, dass Preußen gleichberechtigt mit Österreich den Vorsitz führen solle, wollte Österreich die Exekutiv-Behörde bereits einsetzen und erst später über die Gleichberechtigung entscheiden. Da Preußen ablehnte, wurde letztlich nur der frühere Zustand (der Status quo ante) im Deutschen Bund wiederhergestellt ohne Bundesreform. Preußen forderte die früheren Staaten der Erfurter Union auf, wieder Gesandte zum Deutschen Bund zu schicken. Die Vorschläge aller Kommissionen wurden nach dem 15. Mai 1851, dem Ende der Konferenzen, an den Bundestag weitergeleitet. Die gemeinsame Basis von Österreich und Preußen war zu schmal für eine Bundesreform.

### Motive für das Scheiternlassen

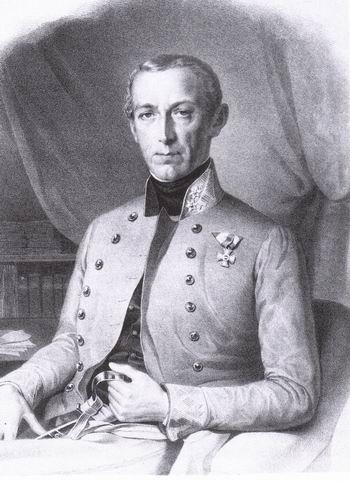
Felix zu Schwarzenberg, österreichischer Ministerpräsident. Nach seinem Großösterreich- oder Schwarzenberg-Plan sollte ganz Österreich (auch die nichtdeutschen Gebiete in Ungarn und Norditalien) zum Deutschen Bund gehören.

Preußen, das zuvor in Olmütz um das Zustandekommen der Konferenz mit der Aussicht auf eine Bundesreform gekämpft hatte, forderte nun den früheren Zustand. Es befürchtete, dass Österreichs Vorherrschaft im Bund noch größer werden würde, wenn die außerdeutschen Gebiete Österreichs mit ihren vielen Einwohnern dem Bund beitraten. Mit ein Grund für Preußens Verhalten war der Abschluss geheimer Verhandlungen mit Hannover im Februar: Hannover wollte dem preußisch beherrschten Deutschen Zollverein betreten; damit konnte Preußen seine Position in Deutschland deutlich verbessern. Umgekehrt war Österreich plötzlich zum Befürworter der Konferenz geworden, weil es eine Chance für seinen Großösterreich-Plan sah und weil später im Bundestag Beschlüsse wieder einstimmig getroffen werden mussten.
Unter den Mittelstaaten wie Bayern und Sachsen hatte es noch die Hoffnung gegeben, dass die Konferenz eine starke Exekutive des Bundes zustande bringt. Mit ihrer längeren Verfassungsgeschichte wünschten die meisten süddeutschen Staaten sich auch mehr bürgerliche Freiheiten. Trotzdem verhinderten unterschiedliche Interessen, dass die Mittel- und Kleinstaaten ihre Macht auf ein gemeinsames Ziel ausrichten konnten. Während der Dresdner Konferenzen verstanden einige von ihnen, dass eine Einigung Österreichs und Preußens für ihre eigene Lage gefährlich werden könnte. Bayern und Sachsen hingegen, die sich noch im Mai 1850 an der sofortigen Reaktivierung des Bundes beteiligen wollten, beklagten nun eine einfache Rückkehr zum alten Bundesrecht, was den feierlichen Versprechungen der Landesregierungen an die deutsche Nation widersprach.

## Ausländische Reaktionen

Der Deutsche Bund innerhalb Europas, rot umgrenzt. Preußen und vor allem Österreich besaßen große Gebiete außerhalb der Bundesgrenzen.

Die Großmächte Großbritannien, Frankreich und Russland lehnten eine deutsche Einheit zu diesem Zeitpunkt ab, da sie die Ordnung des Wiener Kongresses erschüttert hätte. Doch aktiv wurden sie mit ihrem Protest erst nach dem 23. Februar 1851, als Preußen den Schwarzenberg-Plan bereits hatte scheitern lassen. Erst Ende Februar schickte Frankreich eine schroff ablehnende Note. Ähnlich wie Frankreich stellte auch Großbritannien im März die Frage, ob der Schwarzenberg-Plan überhaupt nach den Wiener Verträgen von 1815 statthaft war. Der Bundestag verwahrte sich am 17. Juli heftig gegen die Einmischungsversuche. Schuld am Scheitern einer Bundesreform waren allerdings Österreich und Preußen selbst, die nachträgliche Drohkulisse des Auslands diente ihnen dazu, davon abzulenken.

## Ausblick
Direkt nach der Konferenz, am 16. Mai 1851, kam es zu einem geheimen Allianzvertrag zwischen Österreich und Preußen. Demnach sollten sie einander beistehen, wenn ein dritter Staat sie angriff. Damit beschützte Preußen bis 1857 auch die außerdeutschen Gebiete Österreichs. Preußen erhoffte sich ein künftiges Entgegenkommen Österreichs in der deutschen Frage. Weil es dazu nicht kam, verlängerte Preußen den Vertrag nicht.
Der wiederhergestellte Bundestag führte im Anschluss die laufenden Bundesinterventionen in Kurhessen und Holstein (weiter) aus. Im Deutschen Bund wurden mit einer neuen Welle von Maßnahmen die Freiheitsbestrebungen bekämpft. Bewegung kam in die deutsche Frage erst wieder um 1860 mit neuen (vergeblichen) Reformvorschlägen. Der Deutsche Krieg von 1866 brachte dann einen Sieg Preußens über Österreich und die Auflösung des Deutschen Bundes. Preußen gründete daraufhin mit seinen Verbündeten den Norddeutschen Bund.
Der Historiker Jürgen Angelow über die Dresdner Konferenz:

„Sie war die erste und einzige Konferenz, die alle Mitglieder des Deutschen Bundes nach der Verabschiedung der Wiener Schlussakte (Juni 1815) in einer deutschen Metropole versammelte, und gleichzeitig ein gesellschaftliches Ereignis von Gewicht, das der Inszenierung wiederhergestellter fürstlicher Souveränität diente. [...] Die Konferenz fungierte als Bindeglied, indem sie eine vorrevolutionäre Kontinuität beschwor und gleichzeitig das reiche und widersprüchliche Erbe der Revolution verarbeitete.“

## Quelle
- Ernst Rudolf Huber: Dokumente zur deutschen Verfassungsgeschichte. Band 1: Deutsche Verfassungsdokumente 1803–1850. 3. Auflage, W. Kohlhammer, Stuttgart u. a. 1978 (1961). Nr. 79 (76). Manifest der österreichischen und der preußischen Regierung vom 15. März 1848, S. 331/332.

## Belege
1. ↑  Ernst Rudolf Huber: Deutsche Verfassungsgeschichte seit 1789. Band II: Der Kampf um Einheit und Freiheit 1830 bis 1850. 3. Auflage, Verlag W. Kohlhammer, Stuttgart [u. a.] 1988, S. 588.
2. ↑  Ernst Rudolf Huber: Deutsche Verfassungsgeschichte seit 1789. Band II: Der Kampf um Einheit und Freiheit 1830 bis 1850. 3. Auflage, Verlag W. Kohlhammer, Stuttgart [u. a.] 1988, S. 588/589.
3. ↑  Ernst Rudolf Huber: Deutsche Verfassungsgeschichte seit 1789. Band II: Der Kampf um Einheit und Freiheit 1830 bis 1850. 3. Auflage, Verlag W. Kohlhammer, Stuttgart [u. a.] 1988, S. 589.
4. ↑  Jürgen Angelow: Der Deutsche Bund. Wissenschaftliche Buchgesellschaft, Darmstadt 2003, S. 95.
5. ↑  Jürgen Angelow: Der Deutsche Bund. Wissenschaftliche Buchgesellschaft, Darmstadt 2003, S. 96/97.
6. ↑  Ernst Rudolf Huber: Deutsche Verfassungsgeschichte seit 1789. Band II: Der Kampf um Einheit und Freiheit 1830 bis 1850. 3. Auflage, Verlag W. Kohlhammer, Stuttgart [u. a.] 1988, S. 923.
7. ↑  Jürgen Angelow: Der Deutsche Bund. Wissenschaftliche Buchgesellschaft, Darmstadt 2003, S. 96–98.
8. ↑  Ernst Rudolf Huber: Deutsche Verfassungsgeschichte seit 1789. Band II: Der Kampf um Einheit und Freiheit 1830 bis 1850. 3. Auflage, Verlag W. Kohlhammer, Stuttgart [u. a.] 1988, S. 923/924.
9. ↑  Ernst Rudolf Huber: Deutsche Verfassungsgeschichte seit 1789. Band II: Der Kampf um Einheit und Freiheit 1830 bis 1850. 3. Auflage, Verlag W. Kohlhammer, Stuttgart [u. a.] 1988, S. 924.
10. ↑  Jürgen Angelow: Der Deutsche Bund. Wissenschaftliche Buchgesellschaft, Darmstadt 2003, S. 96/98.
11. ↑  Ernst Rudolf Huber: Deutsche Verfassungsgeschichte seit 1789. Band II: Der Kampf um Einheit und Freiheit 1830 bis 1850. 3. Auflage, Verlag W. Kohlhammer, Stuttgart [u. a.] 1988, S. 924.
12. ↑  Manfred Luchterhandt: Österreich-Ungarn und die preußische Unionspolitik 1848-1851. In: Günther Mai (Hrsg.): Die Erfurter Union und das Erfurter Unionsparlament 1850. Böhlau, Köln u. a. 2000, S. 81–110, hier S. 106.
13. ↑  Ernst Rudolf Huber: Deutsche Verfassungsgeschichte seit 1789. Band II: Der Kampf um Einheit und Freiheit 1830 bis 1850. 3. Auflage, Verlag W. Kohlhammer, Stuttgart [u. a.] 1988, S. 924.
14. ↑  Jürgen Angelow: Der Deutsche Bund. Wissenschaftliche Buchgesellschaft, Darmstadt 2003, S. 98/99.
15. ↑  Ernst Rudolf Huber: Deutsche Verfassungsgeschichte seit 1789. Band II: Der Kampf um Einheit und Freiheit 1830 bis 1850. 3. Auflage, Verlag W. Kohlhammer, Stuttgart [u. a.] 1988, S. 924.
16. ↑  Jürgen Angelow: Der Deutsche Bund. Wissenschaftliche Buchgesellschaft, Darmstadt 2003, S. 100.
17. ↑  Ernst Rudolf Huber: Deutsche Verfassungsgeschichte seit 1789. Band II: Der Kampf um Einheit und Freiheit 1830 bis 1850. 3. Auflage, Verlag W. Kohlhammer, Stuttgart [u. a.] 1988, S. 925.
18. ↑  Jürgen Angelow: Der Deutsche Bund. Wissenschaftliche Buchgesellschaft, Darmstadt 2003, S. 95.